# Roșia de Amaradia
Roșia de Amaradia is een Roemeense gemeente in het district Gorj.
Roșia de Amaradia telt 3436 inwoners.